# 2011년 플레이스테이션 네트워크 개인정보 유출 사건
2011년 플레이스테이션 네트워크 개인정보 유출 사건 또는 PSN 해킹 사건은 소니의 플레이스테이션 네트워크 및 Qriocity 서비스에 대한 "외부 침입"의 결과로, 약 7,700만 계정의 개인 정보가 유출되어 플레이스테이션 3 및 플레이스테이션 포터블 사용자의 서비스를 차단한 사건이다. 공격은 2011년 4월 17일부터 4월 19일 사이에 발생했으며 소니는 4월 20일에 플레이스테이션 네트워크 서버를 비활성화했다. 이 중단은 23일 동안 지속되었다.
여러 국가의 정부 관리들은 유출 사건과 소니가 사용자에게 경고하기 전에 1주일 지연된 것에 대해 우려를 표명했다. 이번 침해로 인해 사용자 이름, 실제 주소, 이메일 주소, 생년월일, 비밀번호, 신용카드 및 직불카드 정보와 같은 금융 세부정보 등 개인 식별 정보가 노출되고 취약해졌다.